# مقبرة الشهداء في أدرنة قابي
مقبرة الشُهداء في أدرنة قابي (بالتركية: Edirnekapı Şehitliği)‏ هي إحدى أكبر المقابر في إسطنبول، تقع في حي أدرنة قابي بناحية أيُّوب في القسم الأوروپي من المدينة. تتكوَّن هذه المقبرة من قسمين: قديمٌ تُراثي وآخر حديث. وهي تضمُّ رُفات كثيرٍ من الجُنُود العُثمانيين الذين قُتلوا خلال حُرُوب البلقان وحملة قَلِّيبُلِي في الحرب العالميَّة الأولى، إضافةٍ إلى عناصر وضُبَّاط القُوَّات المُسلَّحة التُركيَّة والشُرطة والإطفائيَّة والخُطُوط الجويَّة.
يُقال أنَّ هذه المقبرة تأسست سنة 1453م حينما دُفن في أرضها الجُنُود العُثمانيُّون الذين قُتلوا خلال حصار القُسطنطينيَّة، وكانت تحوي أصلًا بعض قُبُور العُثمانيين الذين قضوا خلال حصار العاصمة الروميَّة ما قبل الأخير سنة 1422م، فأمر السُلطان مُحمَّد الفاتح بدفن من شهدوا معه الفتح جوار إخوانهم الذين سبقوهم في الجهاد. وفي الحقيقية ليس هُناك من دليلٍ تاريخيّ أو أثريّ يُؤكِّد هذه القصَّة، وإنَّما أقدم القُبُور تعود لقُرابة سنة 1600م.
يضم القسم القديم من المقبرة قُبُور أعلامٍ عاشوا بدايةً من القرن السادس عشر وُصولًا إلى القرن العشرين الميلاديين. أمَّا القسم الآخر فمقسومٌ إلى جُزئين: مقبرة أدرنة قابي (بالتركية: Edirnekapı)‏ ومقبرة ساقز آغاجي (بالتركية: Sakızağacı)‏. دُفن في الجُزء الأوَّل الجُنُود الذين جُرحوا في الحُرُوب العُثمانيَّة الروسيَّة وحُرُوب البلقان والحرب العالميَّة الأولى، ثُمَّ ماتوا في إسطنبول أثناء علاجهم. قدَّرت المُديريَّة العامَّة لرسم الخرائط عدد القُبُور التاريخيَّة من هذه الشاكلة بقُرابة ثلاثة عشر ألفًا.